# Justin Haché
Justin Haché, född 10 januari 1994 i Petit-Rocher, New Brunswick, är en kanadensisk före detta professionell ishockeyspelare (back).
Justin har spelat 150 matcher i American Hockey League och gjorde totalt 22 poäng (2+20).